# KCBS-TV
KCBS-TV (também conhecida como CBS 2 Los Angeles ou CBS 2 LA) é uma emissora de televisão estadunidense com sede na cidade de Los Angeles, na Califórnia. Opera no canal 2 (32 UHF digital), e é uma emissora própria da CBS. Pertence a CBS Television Stations, subsidiária da ViacomCBS, que também é proprietária da emissora irmã KCAL-TV (canal 9). As duas emissoras compartilham estúdios no CBS Studio Center, na Radford Avenue, no distrito de Studio City, em Los Angeles. O transmissor da KCBS-TV está localizado no lado oeste do Monte Wilson, perto do Occidental Peak.

## História

### Primórdios como W6XAO (1931-1948)
A emissora foi licenciada pela primeira vez pela Federal Radio Commission (FRC), precursora da Federal Communications Commission (FCC), como a emissora experimental W6XAO em junho de 1931, pertencendo a Don Lee Broadcasting, que possuía uma rede de emissoras de rádio na costa do Pacífico. A emissora entrou no ar pela primeira vez em 23 de dezembro de 1931, e em março de 1933, transmitia uma programação de uma hora por dia, de segunda a sábado. A emissora usava uma câmera mecânica, que transmitia apenas filmagens em uma imagem de 80 linhas, mas usava receptores totalmente eletrônicos já em 1932. A W6XAO saiu do ar em 1935 e retomou as operações usando uma câmera mecânica aprimorada exibindo imagens de 300 linhas em junho de 1936. Em agosto de 1937, a emissora passou a ter programação seis dias por semana, começando a ter programação ao vivo em abril de 1938.
Em 1939, a emissora já usava um sistema totalmente eletrônico, e a qualidade da imagem foi melhorada para 441 linhas. Na época, uma estimativa otimista da audiência da emissora era de 1.500 pessoas. Muitos dos aparelhos receptores foram construídos por entusiastas da televisão, embora aparelhos produzidos comercialmente já estivessem disponíveis em Los Angeles. A programação semanal de seis dias da emissora consistia em talentos ao vivo em quatro noites e filmes em duas noites. Em 1942, havia cerca de 400 a 500 aparelhos de televisão na área de Los Angeles, e a Don Lee Broadcasting colocava receptores de televisão em locais públicos como Wilshire Brown Derby, Kiefer's Pine Knot Drive-In, Vine Street Brown Derby, Griffith Planetarium, Miramar Hotel (Santa Monica), Hollywood Roosevelt Hotel e The Town House em Wilshire Boulevard. Durante a Segunda Guerra Mundial, a programação foi reduzida para três horas, a cada duas segundas-feiras. A frequência da emissora foi alterada do canal 1 VHF para o canal 2 em março de 1946, quando a FCC decidiu reservar o canal 1 para emissoras de televisão comunitárias de baixa potência, antes de retirá-lo completamente do uso.

### KTSL (1948-1951)
A emissora recebeu uma licença comercial (a segunda na Califórnia, depois da KTLA) como KTSL em 6 de maio de 1948, e foi nomeada em homenagem a Thomas S. Lee, filho de Don Lee. A emissora tornou-se afiliada à DuMont Television Network no mesmo ano. a emissora também lançou o programa Jukebox Jury, com apresentação de Peter Potter naquele ano. O programa era uma série musical/quiz que começou a ser transmitida nacionalmente durante a temporada de 1953 a 1954 na ABC. Posteriormente, muitos artistas conhecidos apareceram no programa para julgar os últimos lançamentos das gravadoras.
A partir de 1949, a CBS passou a ter a KTTV (canal 11, agora emissora própria da Fox) como afiliada, uma emissora na qual a rede detinha uma participação minoritária de 49%. As propriedades de radiodifusão de Don Lee foram colocadas à venda em 1950, após a morte de Thomas S. Lee. A General Tire and Rubber concordou em comprar todas as emissora de Don Lee, sendo a peça central a rádio KHJ (930 AM), mas optaram por transformar a KTSL em uma emissora da CBS. Posteriormente, a CBS vendeu sua participação na KTTV para o acionista majoritário da emissora, o Los Angeles Times, e toda a programação da CBS foi transferida para a KTSL em 1º de janeiro de 1951.

### KNXT (1951-1984)
Em 28 de outubro de 1951, a KTSL mudou seu prefixo para KNXT (com o significado de "KNX Television") para fazer referência a emissora de rádio irmã, KNX (1070 AM). A emissora também mudou seu transmissor de Mount Lee, onde ficava desde as transmissões experimentais, para Mount Wilson.

### KCBS-TV (1984-atual)
Em 2 de abril de 1984, ao meio-dia, a emissora mudou seu prefixo para KCBS-TV. Em 1997, passou a adotar a marca "CBS 2", seguindo o exemplo das emissoras irmãs WBBM-TV em Chicago e WCBS-TV em Nova York. Durante as décadas de 80 e 90, a emissora teve vários programas produzidos localmente, como 2 on the Town, um programa local semelhante a Evening Magazine e o Eye on L.A. da KABC-TV, e KidQuiz, um game show infantil nas manhãs de sábado apresentado pelo meteorologista de longa data Maclovio Perez.
Em 2002, a KCBS-TV tornou-se uma emissora irmã da KCAL-TV, após a mesma ser vendida pela Young Broadcasting para a Viacom.
Em 21 de abril de 2007, a KCBS-TV e a KCAL-TV mudaram-se da CBS Columbia Square, em Hollywood, para uma sede com equipamentos mais modernos no CBS Studio Center, em Studio City. Com a mudança, a KTLA se tornou a única emissora de radiodifusão em Los Angeles a ser sediada em Hollywood.

## Sinal digital
| PSIP | Canal digital | Resolução de vídeo | Programação                            |
| ---- | ------------- | ------------------ | -------------------------------------- |
| 2.1  | 31 UHF        | 1080i              | Programação principal da KCBS-TV / CBS |
| 2.2  | 31 UHF        | 480i               | Start TV                               |
| 2.3  | 31 UHF        | 480i               | Dabl                                   |
| 2.4  | 31 UHF        | 480i               | Fave TV                                |

A KCBS-TV começou a operar em sinal digital em 27 de outubro de 1998. A emissora deixou de operar no canal 43 UHF e passou para o atual canal 31 UHF em 12 de abril de 2019.
Em 21 de outubro de 2014, a CBS e a Weigel Broadcasting anunciaram o lançamento de um novo serviço de subcanal digital chamado Decades, com lançamento programado para todas as emissoras de propriedade da CBS no segundo trimestre de 2015, incluindo a KCBS-TV, no canal 2.2. Em 3 de setembro de 2018, o Decades foi substituído em 2.2 pela Start TV.

### Transição para o sinal digital
Com base no decreto federal de transição das emissoras de TV estadunidenses do sinal analógico para o digital, a KCBS-TV descontinuou sua programação regular no sinal analógico pelo canal 2 VHF às 13h10 em 12 de junho de 2009. A emissora se qualificou para a cláusula nightlight no DTV Delay Act, e continuou operando no sinal analógico por um mês para fornecer anúncios de serviço público sobre a transição, começando em 12 de junho, e desligando o sinal permanentemente durante as primeiras horas da manhã de 13 de julho de 2009. Logo após a transição, a emissora deixou de operar no canal 60 UHF digital, que estava entre os canais UHF de banda alta (de 52 a 69) que foram removidos do uso para transmissão, e passou a operar no canal 43 UHF.

## Programas
Além de transmitir a programação nacional da CBS, a KCBS-TV produz e exibe os seguintes programas locais:
- CBS 2 News This Morning at 4:30AM: Telejornal, com DeMarco Morgan e Suzanne Marques;
- CBS 2 News This Morning at 5AM: Telejornal, com DeMarco Morgan e Suzanne Marques;
- CBS 2 News This Morning at 6AM: Telejornal, com DeMarco Morgan e Suzanne Marques;
- CBS 2 News This Morning at 6AM Saturday: Telejornal, com Amy Johnson;
- CBS 2 News This Morning at 8:30AM: Telejornal, com Amy Johnson;
- CBS 2 News at 11AM: Telejornal;
- CBS 2 News at 5PM: Telejornal, com Jeff Vaughn e Pat Harvey;
- CBS 2 News at 6PM: Telejornal, com Pat Harvey;
- CBS 2 News at 11PM: Telejornal, com Pat Harvey;
- Inside SoCal Sunday Morning: Variedades, com Erica Olsen;
- Sports Central: Jornalístico esportivo, com Jim Hill;

Diversos outros programas compuseram a grade da emissora, e foram descontinuados:
- CBS 2 NewsCentral
- Channel 2 Action News
- Channel 2 News
- Channel 2 Newsroom
- Eleven O'Clock Report
- Fleetwood Lawton & The News
- Jukebox Jury
- Ralph Story's Los Angeles
- Sunday Report
- Telenews
- The Big News
- Two on The Town
- Women 2 Women

### Programação esportiva
Em 1956, a CBS começou a transmitir jogos da NFL, e com isso, o Los Angeles Rams teve seus jogos transmitidos na então KNXT. Essa parceria continuou até a temporada de 1993, quando a Fox assumiu os direitos de transmissão de jogos da NFC, o que levou a KTTV a ser a emissora oficial por uma temporada em 1994, antes dos Rams se mudarem para St. Louis. De 1982 a 1993, a emissora também transmitiu todos os jogos internos dos Raiders durante sua estadia em Los Angeles, incluindo sua vitória no Super Bowl XVIII. A KNXT também fez cobertura do Super Bowl XIV, no qual os Rams foram vice-campeões, e do Super Bowl XXI, ambos realizados no Rose Bowl em Pasadena. Como o primeiro Super Bowl foi realizado no Los Angeles Memorial Coliseum e foi televisionado nacionalmente na CBS (a rede exclusiva da NFL antes da fusão na época) e na NBC (a rede oficial da American Football League), o jogo não foi exibido localmente na KNXT e KNBC (canal 4), devido às políticas de bloqueio de jogos em casa que ambas as ligas tinham na época, que não permitiam que os jogos em casa fossem exibidos localmente, independentemente se o jogo estava com ingressos esgotados.
A KCBS-TV estava programada para retomar a exibição de jogos da pré-temporada do Chargers, começando com a temporada de 2020, mas com a pandemia de COVID-19 afetando os Estados Unidos, os jogos da pré-temporada na NFL foram cancelados e não foram reprogramados. A emissora transmitiu anteriormente os jogos da pré-temporada dos Chargers de 2002 a 2015.
O diretor de esportes Jim Hill, um ex-Charger, foi locutor de esportes da CBS Sports durante sua primeira passagem pela emissora, de 1976 a 1987. Hill saiu em 1987 da emissora para se tornar diretor de esportes da KABC-TV, mas voltou para a KCBS-TV em 1992, e permanece como diretor de esportes da emissora desde então. Outros ex-atletas que também são locutores esportivos da KCBS e KCAL-TV são Eric Dickerson, Jim Everett, James Worthy e Eric Karros.
De 1973 a 1990, a emissora transmitiu os jogos do Los Angeles Lakers pelo NBA on CBS, incluindo oito participações nas finais da NBA pelos Lakers durante a era Showtime, onde o time saiu vitorioso cinco vezes.

### Jornalismo
A KCBS-TV atualmente transmite 30 horas e 25 minutos de noticiários produzidos localmente por semana (com 5 horas, 5 minutos cada dia da semana e 2 horas e meia cada um aos sábados e domingos).
Em 1961, a KNXT criou um dos primeiros "newshours" do país, o The Big News, apresentado por Jerry Dunphy, junto com o meteorologista Bill Keene e o locutor esportivo Gil Stratton. Ia ao ar das 18h30 às 19h15 durante a semana, seguido pelo telejornal nacional noturno da CBS com 15 minutos de duração, que completava 1 hora. A equipe e o formato ajudaram a tornar a KNXT a emissora com a melhor audiência de jornalismo em Los Angeles.
O The Big News expandiu para uma hora inteira de jornalismo local em setembro de 1963, seguido pelo novo CBS Evening News de meia hora de duração. A emissora começou a transmitir o The Big News e o Eleven O'Clock Report a cores em agosto de 1966. A KNBC bateu de frente com a KNXT em audiência durante a década de 60. No entanto, em meados da década de 70, a rival KABC-TV começou a ganhar espaço na audiência do jornalismo local. Em 1975, a KNXT demitiu Dunphy (que foi rapidamente contratado pela KABC-TV) e foi substituído por Patrick Emory, que havia sido apresentador na KMOX-TV (agora KMOV), então emissora própria da CBS em St. Louis. A KNXT então adotou um formato semelhante ao Eyewitness News da KABC-TV. No entanto, a mudança não deu certo. Enquanto a maioria das emissoras próprias da CBS estavam dominando as pesquisas de suas cidades, a KNXT rapidamente caiu para o último lugar.
Durante a maior parte do período de 1975 a 2006, a emissora não tinha bons desempenhos nas pesquisas de audiência da televisão de Los Angeles entre os telejornais locais da área. Em setembro de 1986, a KCBS-TV implementou um formato com cada meia hora dedicada a certos tópicos e temas (por exemplo, havia temas de entretenimento e estilo de vida no início e temas mais factuais mais tarde no programa).
De 1986 a 1987, a KCBS-TV produziu um telejornal às 19h, transmitindo o CBS Evening News logo antes, às 18h30.
O título dos telejornais da emissora foram alterados no final de 1996 de Action News para Channel 2 News. Em 1997, foi alterado novamente para CBS 2 News.
A KCBS-TV deixou de exibir seu telejornal das 16h em 1998, para substituí-lo pelo programa sindicado de entrevistas The Howie Mandel Show, que foi cancelado após sua primeira temporada, sendo substituído, em 13 de setembro de 1999, pelo programa de variedades Women 2 Women. Após a compra da KCAL-TV pela Viacom, a KCBS-TV voltou a produzir o telejornal, porém exibindo-o somente na emissora irmã.
A emissora fez outra tentativa de sair do último lugar de audiência no início do século 21. Kent Shocknek, ex-âncora do Today em L.A. da KNBC, foi contratado pela KCBS-TV para se tornar co-âncora do telejornal matinal da emissora em 2000. A emissora também contratou o antigo âncora da KABC-TV, Harold Greene, em 2001, para apresentar os telejornais das 5h e 23h. No ano seguinte, Greene passou a ser acompanhado por sua ex-colega da KABC-TV, Laura Diaz. Em 2004, Paul Magers, apresentador tradicional da KARE de Minneapolis - Saint Paul, substituiu Greene nos telejornais das 17h e 23h, e Greene foi movido para os telejornais das 16h e 18h. O telejornal das 16h voltou a ser exibido somente pela KCAL-TV com a chegada de Dr. Phil na KCBS-TV em setembro de 2004. No início de 2005, o antigo meteorologista da KABC-TV, Johnny Mountain, foi contratado pela KCBS-TV. Inicialmente, as mudanças não haviam feito muita diferença na medição de audiência dos telejornais locais de Los Angeles. No entanto, em abril de 2006, a KCBS-TV conquistou o segundo lugar no horário das 17h, desbancando a KABC-TV. A emissora também ultrapassou a KABC-TV e a KNBC no horário das 23h, assumindo o primeiro lugar no horário pela primeira vez em 30 anos.
A mudança para Studio City em 2007 marcou muitas mudanças na emissora e na KCAL-TV, com a saída de vários membros notáveis, incluindo David Jackson, Kerry Kilbride, o repórter Jay Jackson, Paul Dandridge, Dilva Henry, Linda Alvarez e o âncora esportivo Alan Massengale e Dave Clark. Ambas as emissora também começaram a transmitir todos os seus telejornais locais, programas de esportes e comunitários em alta definição, com a KCBS-TV tornando-se a terceira e a KCAL-TV a quarta emissora em Los Angeles a adotar a tecnologia. Além disso, as 2 emissoras passaram a operar em uma redação totalmente digital, descontinuando o uso de fitas, batizada em homenagem ao falecido ex-âncora de ambas as emissoras, Jerry Dunphy. A "Dunphy Newsroom" também é compartilhada com a CBS News, operando como seu escritório em Los Angeles e Costa Oeste.
Em 1º de abril de 2008, a CBS Television Stations realizou grandes cortes orçamentários, bem como demissões de equipe em todas as suas emissoras. Como resultado dos cortes, cerca de 10 a 15 funcionários foram demitidos pela KCBS-TV e KCAL-TV. Os apresentadores Harold Greene e Ann Martin, do telejornal das 18h, que também apresentavam o telejornal das 16h da KCAL-TV, optaram por se aposentar do telejornalismo. Além disso, a repórter de longa data da emissora, Jennifer Sabih, e os repórteres Greg Phillips e Jennifer Davis, também foram demitidos.
Em 19 de setembro de 2009, as 2 emissoras adotaram o título NewsCentral. Os telejornais foram reformulados para cobrir mais notícias comunitárias, incluindo reportagens sobre comunidades distantes. Manchetes de notícias locais do Los Angeles Newspaper Group e de outros jornais do MediaNews Group eram destacadas nos telejornais. Canoplas de microfone e veículos de reportagem foram plotados com logotipos de ambas as emissoras nos 2 lados. A CBS negou que a mudança tenha sido feita em resposta a outras emissoras que agruparam recursos de coleta de notícias.
A audiência dos telejornais com o novo formato durante as pesquisas de novembro de 2009 mostraram a emissora ficando atrás da KABC-TV e KNBC em intervalos de tempo cruciais. Em 10 de dezembro de 2009, Patrick McClenehan renunciou após um ano como presidente das KCBS-TV e da KCAL-TV e foi substituído por Steve Mauldin, que supervisionava o duopólio de propriedade da CBS em Dallas - Fort Worth. Naquela semana, a marca NewsCentral foi rescindida, restaurando os títulos CBS 2 News e KCAL 9 News. Os gráficos, canoplas de microfone e logotipos do NewsCentral foram mantidos nesse ínterim, embora os apresentadores não citassem mais o título.
Em 2010, a nova administração fez mudanças significativas no departamento de jornalismo da KCBS-TV. O analista veterano Johnny Mountain se aposentou e foi substituído por Jackie Johnson, da irmã KCAL-TV. O telejornal matinal também foi reformulado.
A edição de 3 de agosto de 2011 do CBS Evening News com Scott Pelley foi produzida ao vivo direto da Dunphy Newsroom, sendo o primeiro telejornal nacional da CBS a ser transmitida das instalações de Studio City.
Em 14 de janeiro de 2012, as 2 emissoras começaram a transmitir telejornais matinais nos finais de semana, que competem com os exibidos pela KABC-TV, KNBC e KTLA.
Em junho de 2019, a CBS News lançou uma versão local de sua rede de notícias online CBSN, apresentando programação exclusiva para o canal, bem como transmissões simultâneas de todos os telejornais da KCBS-TV e da KCAL-TV, e programas selecionados da CBSN.

## Equipe

### Membros atuais

#### Apresentadores
- DeMarco Morgan
- Erica Olsen
- Jeff Vaughn
- Jim Hill
- Juan Fernandez
- Pat Harvey
- Suzanne Marques
- Suzie Suh[31]

#### Meteorologistas
- Alex Biston
- Amber Lee
- Evelyn Taft
- Markina Brown[31]

#### Repórteres
- Amy Johnson
- Chris Holmstrom
- David Goldstein
- Hermela Aregawi
- Jaime Maggio
- Jasmine Viel
- Jeff Nguyen
- Kandiss Crone
- Kara Finnstrom
- Kristine Lazar
- Lesley Marin
- Michele Gile
- Nicole Comstock
- Rachel Kim
- Sara Donchey
- Serene Branson
- Stacey Butler
- Tina Patel
- Tom Wait[31]

### Membros antigos
- Alex Witt (hoje na MSNBC)
- Ann Curry
- Ann Martin
- Ben McCain (hoje na Spectrum News)
- Bill Keene †
- Bill Stout †
- Bob Tur
- Bree Walker (hoje na rádio KEIB)
- Brent Musburger (hoje na Vegas Stats & Information Network)
- Butch McCain]] (hoje na KKCO em Grand Junction, Colorado)
- Byron Miranda (hoje na WPIX em Nova York)
- Carlos Granda (hoje na KABC-TV)
- Clete Roberts †
- Colleen Williams (hoje na KNBC)
- Connie Chung
- Dan Miller †
- David Garcia †
- David Horowitz †
- David Sheehan †
- Dave Malkoff (hoje no The Weather Channel)
- Dorothy Lucey
- Drew Griffin (hoje na CNN)
- Gary Franklin †
- Gary Miller (hoje na WKRC-TV em Cincinnati, Ohio)
- George Fischbeck †
- Gil Stratton †
- Harold Greene
- Harvey Levin (hoje no TMZ.com, TMZ on TV e The People's Court)
- Huell Howser †
- Jackie Johnson
- Jerry Dunphy †
- Jess Marlow †
- Jim Castillo
- Jim Lampley (hoje na HBO Sports)
- Jim Moret (hoje no Inside Edition)
- Joel Connable †
- Joel Grover (hoje na KNBC)
- John Hart
- John Schubeck †
- Johnny Mountain
- Joseph Benti
- Keith Olbermann (hoje apresentador da série The Resistance with Keith Olbermann, da GQ)
- Kelly Lange
- Ken Jones †
- Kent Shocknek
- Kevin O'Connell
- Kyra Phillips (hoje na ABC News em Washington, D.C.)
- Laura Diaz (hoje na KTTV)
- Lester Holt (hoje âncora do NBC Nightly News)
- Linda Douglass
- Lisa Joyner (hoje na TVGN)
- Louisa Hodge
- Mario Machado †
- Maury Povich (hoje âncora do programa sindicado Maury)
- Mike Parker †
- Paul Magers
- Paula Zahn
- Pat O'Brien (hoje na rádio KLAC)
- Peter Daut (hoje na KESQ-TV em Palm Springs, Califórnia)
- Ralph Story †
- Rich Fields
- Rick Garcia
- Rob Schmitt (hoje no Fox News Channel)
- Rory Markas †
- Ross Becker (hoje na KAAL-TV em Austin, Minnesota)
- Roy Firestone
- Ruth Ashton Taylor
- Sandra "Sandy" Hill
- Sharon Tay
- Sibila Vargas (hoje na WSPA-TV em Greenville-Spartanburg, Carolina do Sul
- Sophia Choi (hoje na WSB-TV em Atlanta)
- Steve Edwards
- Steve Hartman (hoje na CBS News)
- Steve Hartman (esportes) (hoje na KTLA)
- Steve Kmetko
- Terry Murphy
- Tony Cox
- Tritia Toyota
- Warren Olney (hoje na rádio KCRW)
- Willa Sandmeyer[32]